# Louise Moor
Edwina Louise Polak-Moor geboren Louise Moor, (Haarlem, 19 mei 1908 - 26 februari 1995) was een Nederlandse dichteres, vertaler, verzetsstrijdster en dierenrechtenactivist. Ze publiceerde ook onder het pseudoniem Ine Filip.

## Biografie
Moor was de dochter van Johannes Cornelis Moor en Karoliene Christiane Birnstiel en werd in 1908 in Haarlem geboren. In 1936 trouwde ze de futurist Fred Polak met wie ze drie kinderen had.
Tijdens de Tweede Wereldoorlog was ze actief in het verzet. Na hiervoor te zijn gearresteerd wist ze te ontsnappen waarna ze onderdook bij Marion van Binsbergen met haar Joodse man en kinderen. Het gehele gezin wist de oorlog te overleven. Na de oorlog heeft de Nederlandse regering haar onderscheiden voor haar verdiensten tijdens de oorlog. In 1981 is ze hier ook voor erkend als Rechtvaardige onder de Volkeren.
Als dichteres debuteerde ze in 1948 met de gedichtenbundel Toonladder. Bert Voeten was in zijn recensie erg negatief over dit werk: "Zij bedrijft woordkunst van een bedenkelijk soort en haar Tachtiger-pathetiek is veelal onverteerbaar". Een tweede bundel, Con Moto, kwam uit in 1953 en werd geprezen in het Algemeen Dagblad voor een diep religieus gevoel, persoonlijke verbeeldingkracht en onbevangenheid.
In 1962 kwam ze in het nieuws nadat ze een Duitse dierenhandelaar een mep had gegeven. Dit omdat deze dieren bestemd zouden zijn voor vivisectie. Haar echtgenoot was publiekelijk haar medestander in haar activisme hiertegen. De ruchtbaarheid die daarmee voor dit onderwerp kwam had een jaar later tot gevolg dat de wetgeving rond dierenhandel werden aangescherpt.
Ze is in het graf van haar man bijgeplaatst op begraafplaats Westerveld.